# Samba-enredo
Samba-enredo, även kallad samba de enredo, är en musikgenre som skiljer sig från den moderna samban. Den skapades på 1930-talet i Rio de Janeiro  för sambaskolornas parader. De bästa sambaskolorna paraderar nu i den specialbyggda paradarenan sambadromen, Sambódromo da Marquês de Sapucaí.
Varje år skapar varje sambaskola flera olika låtar, varefter den som bäst kommer att presentera skolan under uppvisningen i sambadromen. Enredolåten måste berätta den historia som skolan visar upp i färg, form och estetik under paraden. De olika skolorna har flera olika sätt att uttrycka sina låtar, en del är romantiska, andra berättar historiska händelser. 
Den första samba do enredo skrevs 1933 av skolan Unidos da Tijuca men det var först i slutet av 1940-talet som det blev obligatoriskt att använda sig av en enredo.